# Armin Aleksander Öpik
Armin Aleksander Öpik, né le 24 juin 1898, à Kunda en Estonie, et mort le 5 janvier 1983 à Canberra en Australie, est un paléontologue estonien qui a passé la seconde moitié de sa carrière (à partir de 1948) au Bureau des ressources minérales en Australie.

## Enfance
Il naît dans le village de Lontova, aujourd'hui quartier de Kunda en Estonie. Son père Karl Heinrich Öpik est capitaine de port et sa mère se nomme Leontine Johanna Öpik (née Freiwald). Il a cinq frères et une sœur. Son frère aîné, Paul Öpik (en), plus tard directeur de la Banque d'Estonie, initie Armin aux fossiles. Sa sœur Anna est philologue et parle couramment 14 langues, dont le sanskrit. Son frère Oskar devient diplomate et son frère Ernst Öpik devient un célèbre astronome. Pendant la Première Guerre mondiale, il fait la connaissance de Barbara Potaschko (décédée en 1977 à Canberra). Ils ont ensemble un fils et trois filles. Öpik est surtout connu pour ses travaux sur la stratigraphie et la paléontologie du Cambrien et de l'Ordovicien inférieur dans le nord de l'Australie.

## Études et travail en Estonie
Öpik est diplômé du Nicolai Gymnasium avec de bonnes notes en 1917. Il étudie la géologie et la minéralogie à l'université d'État estonienne de Tartu. Il y est chargé de cours de géologie et de minéralogie (1929-30). En 1930, il devient professeur de géologie et de paléontologie et directeur de l'Institut et du Musée géologiques, jusqu'en 1944. Öpik publie des ouvrages sur la corrélation stratigraphique, la distribution des faciès, la paléogéographie et la biostratonomie du Cambrien et de l'Ordovicien inférieur en Estonie. Il étudie aussi les Brachiopodes de l'Ordovicien et publie des monographies sur plusieurs sous-groupes, ainsi que des articles sur les Ostracodes de l'Ordovicien. En 1937, il termine une publication majeure, Trilobiten aus Estland (« Trilobites d'Estonie »). En 1944 il devient brièvement président de la société estonienne des naturalistes mais s'enfuit avec sa famille lorsque l'armée russe menace d'envahir son pays natal. Il vit dans des camps de personnes déplacées en Allemagne jusqu'à son émigration en Australie en 1948.

## Travail en Australie
C. Teichert et H. Raggatt, directeur du tout nouveau Bureau des ressources minérales, aident Öpik à immigrer en Australie et à commencer à travailler au bureau de Melbourne du Bureau des ressources minérales. L'année suivante, il est transféré à Canberra (1949). Il commence à étudier la stratigraphie de l'Ordovicien au Dévonien du Territoire de la capitale australienne. De 1952 à 1982, Öpik publié 27 ouvrages sur la stratigraphie et la paléontologie cambriennes. Il décrit 94 nouveaux genres et 294 nouvelles espèces de trilobites cambriens. Il étudie également les trilobites agnostides du Cambrien. En 1962, il devient membre de l'Académie australienne des sciences. Il meurt à Canberra en 1983.

## Éponymie
Oepikicrinus Ausich, Wilson & Toom, 2019, un genre de crinoïdes du Silurien, est nommé en son honneur.